# Richard Egan (actor)
Richard Egan (n. 29 iulie 1921, California, SUA – d. 20 iulie 1987, Los Angeles, California, SUA) a fost un actor american. După ce și-a început cariera în 1949, a câștigat ulterior Globul de Aur pentru interpretările sale în filmele Brigada glorioasă (The Glory Brigade, 1953) și Puștiul din latura stângă (The Kid from Left Field, 1953). A continuat să joace în multe filme precum Underwater! (1955), Șapte orașe de aur (Seven Cities of Gold, 1955), The Revolt of Mamie Stover (1956), Iubește-mă tandru (Love Me Tender, 1956), A Summer Place (1959), Esther and the King (1960) și Cei 300 de spartani (The 300 Spartans, 1962).

## Filmografie
- The Story of Molly X (1949) – Police Detective (nemenționat)
- The Good Humor Man (1950) – Officer Daley
- The Damned Don't Cry! (1950) – Roy Whitehead
- Return of the Frontiersman (1950) – Cowhand (nemenționat)
- The Killer That Stalked New York (1950) – Treasury Agent Owney (nemenționat)
- Wyoming Mail (1950) – Beale
- Undercover Girl (1950) – Jess Faylen
- Kansas Raiders (1950) – First Lieutenant
- Highway 301 (1950) – Herbie Brooks
- Up Front (1951) – Capa
- Bright Victory (1951) – Sgt. John Masterson
- Hollywood Story (1951) – Police Lt. Bud Lennox
- The Golden Horde (1951) – Gill
- Flame of Araby (1951) – Captain Fezil
- The Battle at Apache Pass (1952) – Sgt. Reuben Bernard
- Cripple Creek (1952) – Strap Galland alias Gillis
- One Minute to Zero (1952) – Capt. Ralston
- The Devil Makes Three (1952) – Lt. Parker
- Blackbeard the Pirate (1952) – Briggs
- Split Second (1953) – Dr. Neal Garven
- The Glory Brigade (1953) – Sgt. Johnson
- The Kid from Left Field (1953) – Billy Lorant
- Wicked Woman (1953) – Matt Bannister
- Gog (1954) – Dr. David Sheppard
- Demetrius și gladiatorii (Demetrius and the Gladiators, 1954) – Dardanius
- Khyber Patrol (1954) – Capt. Kyle Cameron
- Underwater! (1955) – Johnny Gray
- Untamed (1955) – Kurt Hout
- Violent Saturday (1955) – Boyd Fairchild
- Seven Cities of Gold (1955) – Jose Mendoza
- The View from Pompey's Head (1955) – Anson 'Sonny' Page
- The Revolt of Mamie Stover (1956) – Jim Blair
- Tension at Table Rock (1956) – Wes Tancred
- Love Me Tender (1956) – Vance Reno
- Slaughter on Tenth Avenue (1957) – William "Bill" Keating
- Voice in the Mirror (1958) – Jim Burton
- The Hunters (1958) – Colonel Dutch Imil
- These Thousand Hills (1959) – Jehu
- A Summer Place (1959) – Ken Jorgenson
- Pollyanna (1960) – Dr. Edmond Chilton
- Esther and the King (1960) – King Ahasuerus
- Cei 300 de spartani (The 300 Spartans', 1962) – regele Leonidas
- Chubasco (1967) – Sebastian
- The Destructors (1968) – Dan Street
- The Big Cube (1969) – Frederick Lansdale
- Downhill Racer (1969) – Extra in bar scene (nemenționat)
- Moonfire (1970) – Sam Blue
- The House That Would Not Die (1970, film TV) – Pat McDougal
- The Day of the Wolves (1971) – Pete Anderson
- Left Hand of Gemini (1972)
- Throw Out the Anchor! (1974) – Jonathon
- Mission to Glory: A True Story (1977) – Father Eusibio Francisco Kino
- The Amsterdam Kill (1977) – Ridgeway
- The Sweet Creek County War (1979) – Judd Firman